# São Martinho do Porto

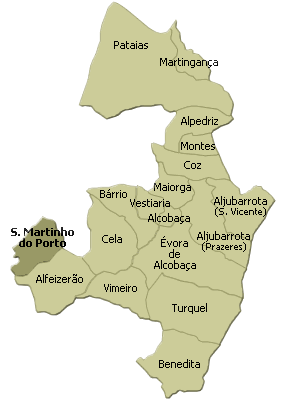
Lage der Gemeinde im Kreis Alcobaça

São Martinho do Porto ist eine portugiesische Stadt (Vila) im Kreis Alcobaça und im Unterregion Oeste. Sie liegt an einer sich nur mit einer schmalen Durchfahrt zum Atlantischen Ozean hin öffnenden Lagune. Sie hat nach eigenen Angaben 5000 ständige Bewohner (bei der Volkszählung 2001: 2644) und eine Fläche von 14,9 km². Sie grenzt nördlich an die Gemeinde Famalicão im Kreis Nazaré, im Osten an die Gemeinde Alfeizerão und im Süden an die Gemeinde Salir do Porto im Kreis Caldas da Rainha. Der Ort liegt 14 km südlich von Nazaré und gut 100 km nördlich von Lissabon.

## Geschichte der Stadt

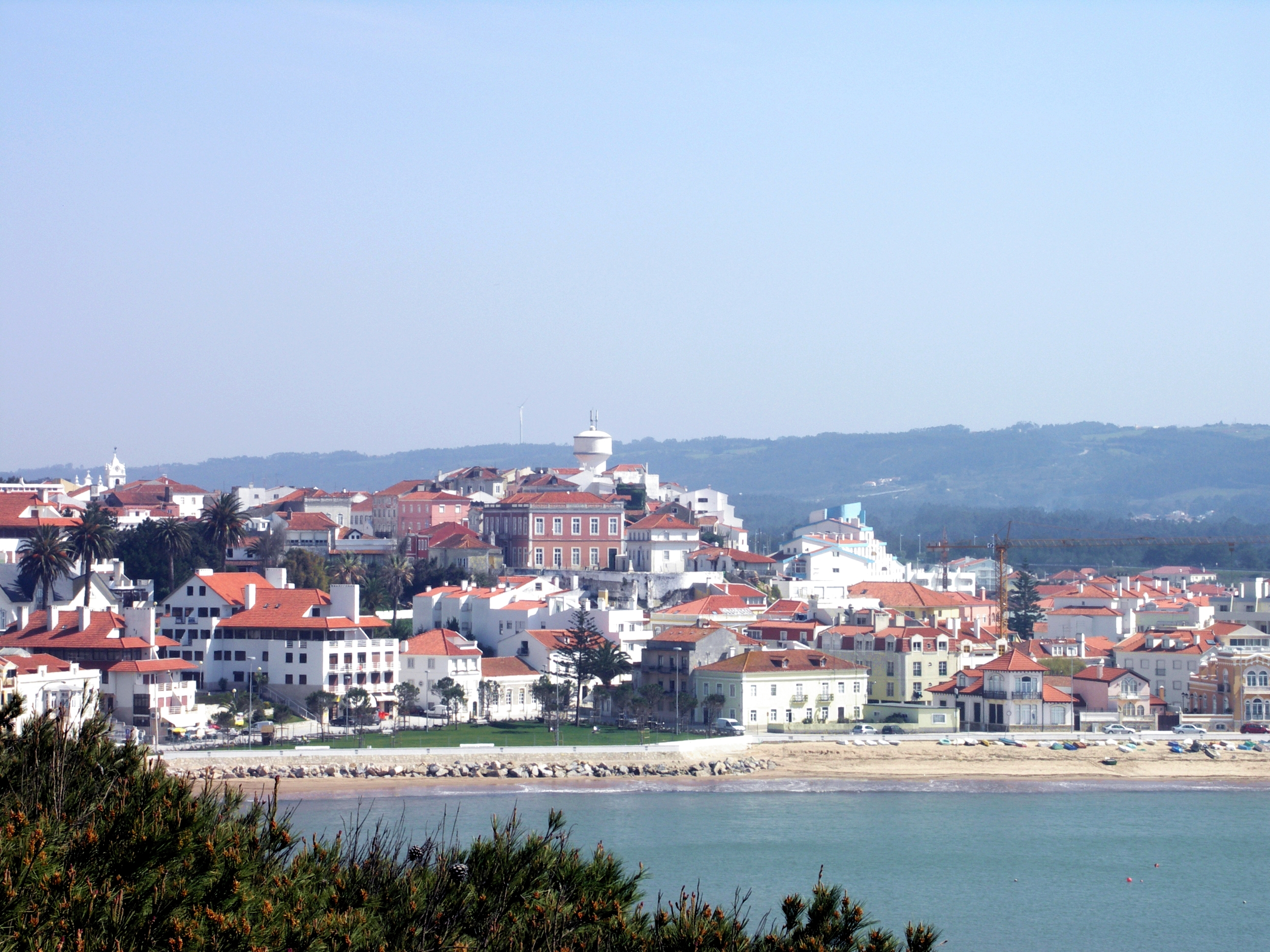
São Martinho do Porto

Saõ Martinho do Porto ist eine der dreizehn historischen Städte der Coutos de Alcobaça, dem ehemaligen Herrschaftsgebiet der Abtei von Alcobaça. Sie erhielt vor 1303, wahrscheinlich 1257 durch den Abt Estevão Martins das selbstständige Nutzungsrecht, der zugleich den Heiligen Martin von Tours zum Schutzpatron bestimmt hat, von wo sich der Name der Stadt herleitet. Im Rahmen der allgemeine Reform der Coutos zu Beginn des 16. Jahrhunderts durch König Manuel I. erhielt São Martinho do Porto erneut den Freibrief zusammen mit einem vom König erlassenen Stadtstatut, das die Tributpflicht der Stadt der Abtei Alcobaça gegenüber aufrechterhielt. Die ebenfalls fortbestehende Gerichtshoheit der Abtei wurde durch die Aufstellung eines Schandpfahls, wie in allen Städten und Gemeinden der Abtei, symbolisch bekundet.

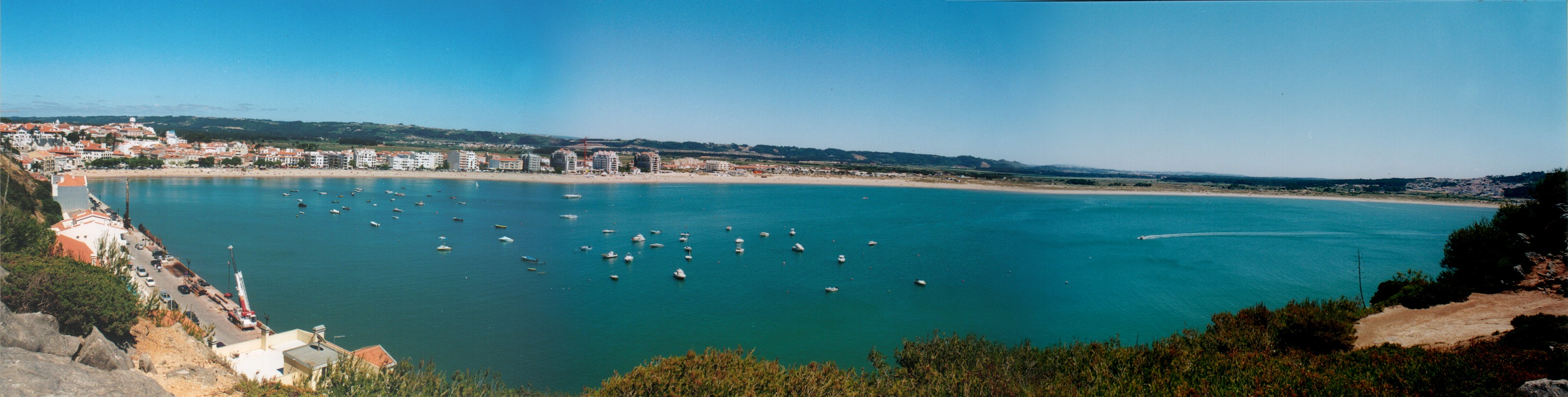
Lagune von São Martinho do Porto

Nach der Schließung der Abtei infolge der 1834 staatlich verfügten Aufhebung aller Klöster wurde São Martinho do Porto zuerst ein selbständiger Kreis, kam infolge der Verwaltungsreform von 1855 aber zum Landkreis von Alcobaça. Schon 1866 wurden ihr aber wieder die Stadtrechte verliehen. Von den historischen Monumenten ist nichts mehr erhalten. Die Stadt führt zwar den Schandpfahl, portugiesisch Pelourinho, als Symbol, aber er existiert tatsächlich nicht mehr. Er wurde 1866 in einer öffentlichen Auktion verkauft und ist seither verschwunden.

## Lagune

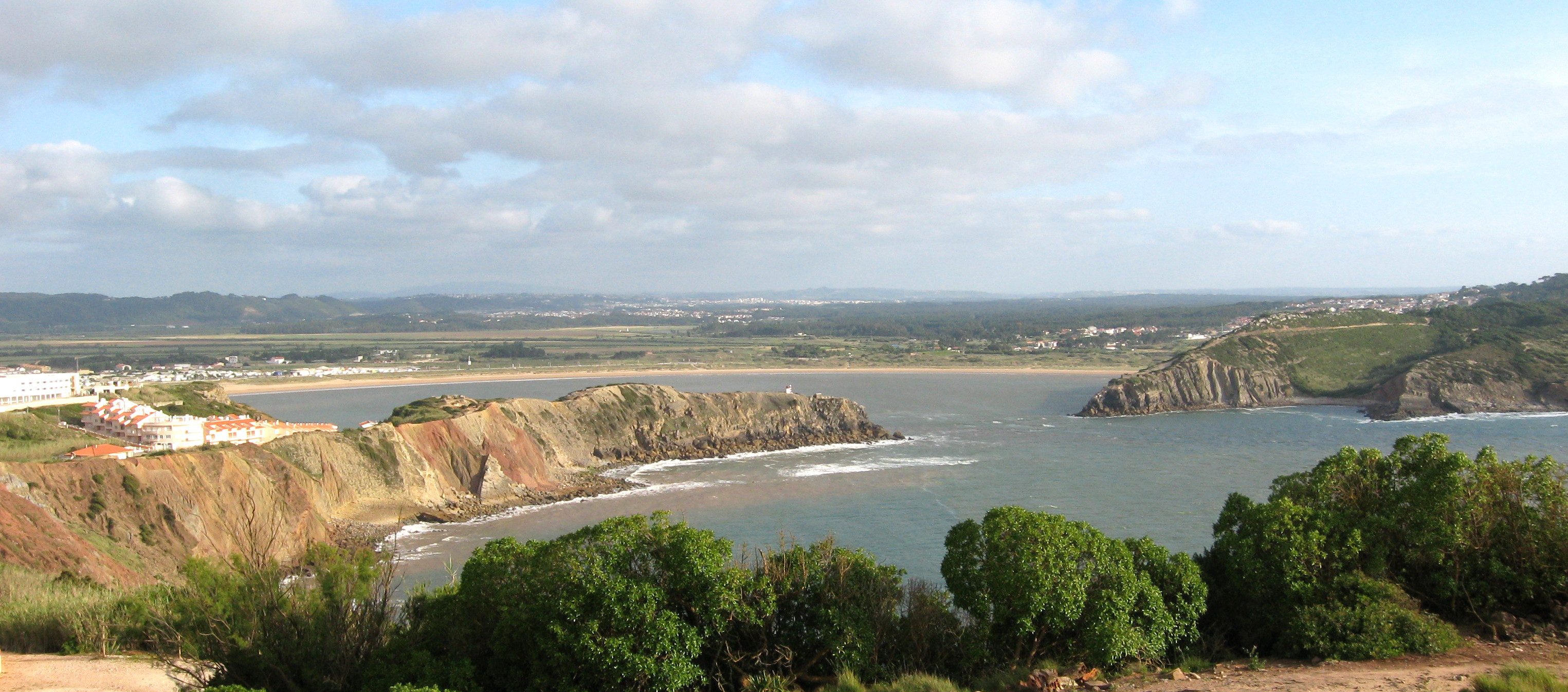
Atlantikpforte mit jetziger und ehemaliger Lagune

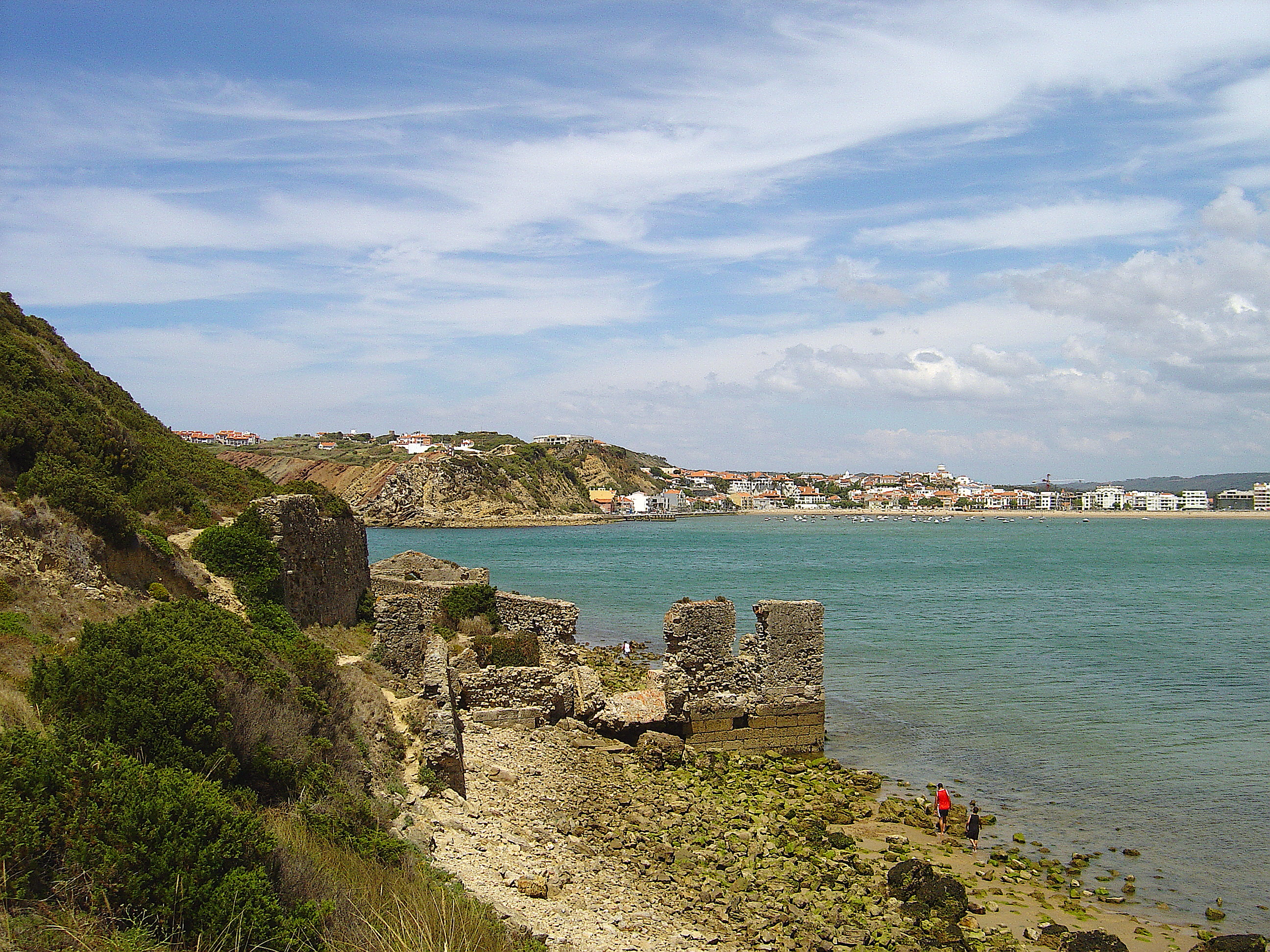
Ruinen des Zollamtes mit Blick auf São Martinho

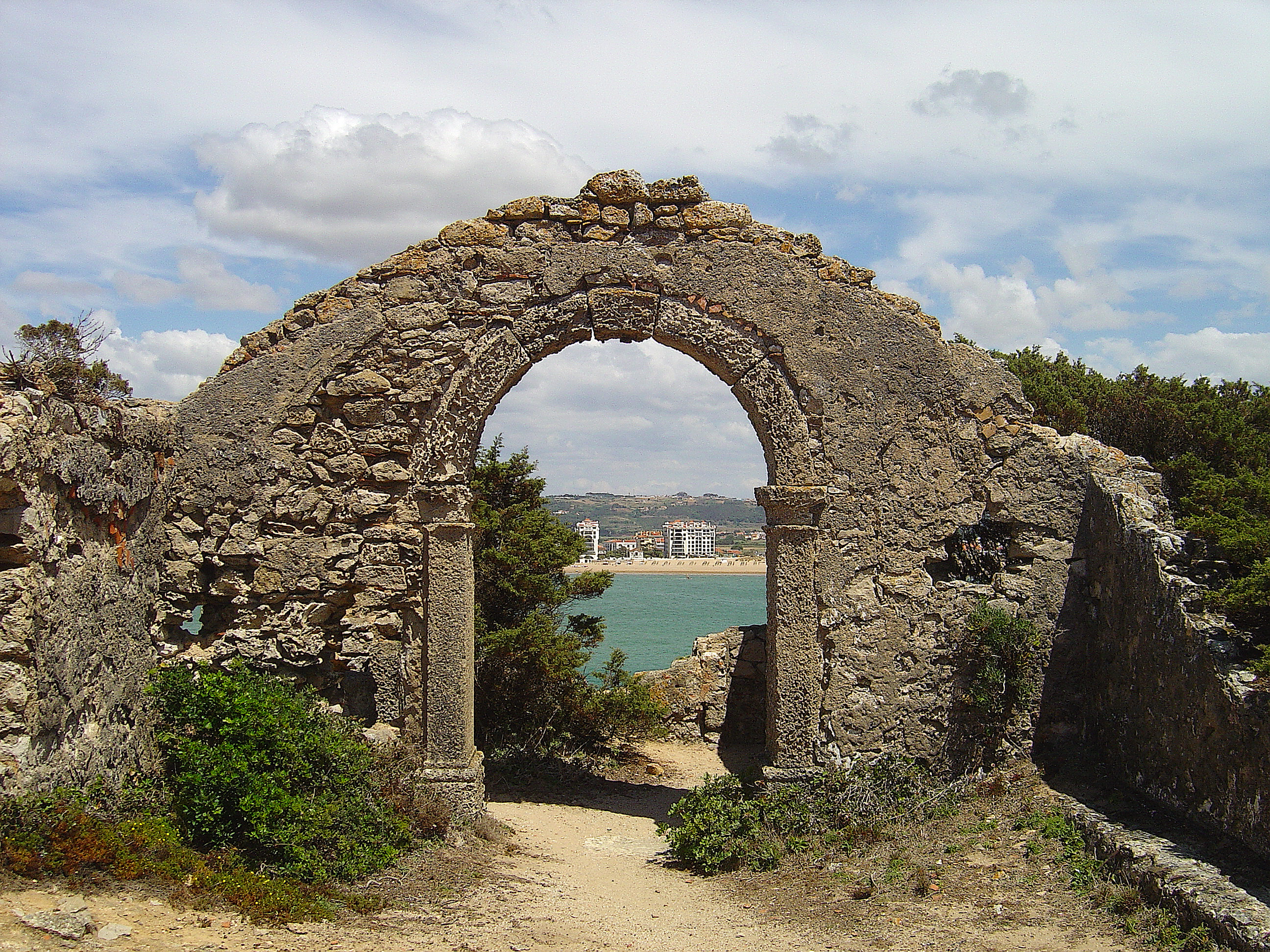
Ruinen Santa Ana

Im Zentrum der wirtschaftlichen Entwicklung von São Martinho do Porto stand seit je die Lagune. Sie öffnet sich nur in einer Breite von etwa 200 Metern zum offenen Ozean hin, erstreckt sich dann in einer Tiefe von 900 Metern und einer Breite von 1400 Metern ins Land. Es gibt nur eine enge Fahrrinne, um mit dem Schiff hineinzugelangen. Noch bis ins 17. Jahrhundert reichte die Lagune, damals noch unter dem Namen Lagoa de Alfeizerão, in einer Länge von knapp 3 km bis zur nächsten ebenfalls zur Abtei Alcobaça gehörenden Stadt Alfeizerão und erstreckte sich südlich etwa 10 km bis vor Caldas da Rainha. Abgeschirmt vom Ozean durch einen etwa 100 Meter hohen Höhenzug bildete sie einen großen Naturhafen, an dem neben São Martinho de Porto, im Süden Salir do Porto und landeinwärts im Osten Alfeizerão lagen. Alle Städte entwickelten sich zu Schifffahrtszentren mit eigenen Werften.
Der Hafen war für hochseetaugliche Schiffe ihrer Zeit bis ins 17. Jahrhundert noch schiffbar. São Martinho do Porto war zusammen mit Alfeizerão einer der drei Häfen der Abtei Alcobaça. In den Werften von São Martinho do Porto wurden Schiffe für die portugiesischen Entdeckungsreisen sowie ein Teil der Flotte gebaut, mit der König Sebastião I. (1554–1578) seine tragisch endende Expedition nach Marokko antrat, wo er aus der Schlacht von Alcácer-Quibir nicht mehr wiederkehrte. Zu dieser Zeit galt die Stadt als bedeutendes Handels- und Schifffahrtszentrum.

## Ruinen
Auch von dieser Blüte sind heute nur noch einige wenige Ruinen geblieben, von denen die meisten auf der südlichen Seite der Lagune liegen, im heutigen Salir do Porto. Dort finden sich die Ruinen des alten Zollamtes, des alten Kastells São Martinho do Porto und hoch über der Meerespforte die der alten Kapelle Santa Ana, die allesamt noch ihrer näheren historischen Einstufung harren.

## Touristische Entwicklung
São Martinho do Porto liegt landschaftlich ungewöhnlich reizvoll, mit der fast kreisrund wirkenden Lagune, dem schmalen Durchbruch zum Ozean, auf der südlichen Seite einer unter Naturschutz stehenden Dünenlandschaft und den schönen Höhenzügen. Die Lage hatte São Martinho do Porto schon im 19. Jahrhundert zu einem sehr begehrten Sommerkurort gemacht. Aber auch von dieser für das 19. Jahrhundert typischen Strandbebauung sind nur noch einige wenige Objekte übrig geblieben, da sie vielfach modernen hochgeschossigen Gebäuden gewichen sind. Aus der Zeit des frühen Tourismus ist das denkmalgeschützte Anwesen Rua de José Avelar do Couto, 3 bis 7, ein Werk des schweizerisch-portugiesischen Architekten Ernst Korrodi, etwa 1917 errichtet, zu erwähnen, das als typisches Beispiel der frühen Freizeitarchitektur gilt.  In den letzten zwei Jahrzehnten hat São Martinho erneut sein Gesicht vollkommen gewandelt und ist heute mit städtischen Randsiedlungen umgeben, die während der Sommerzeit die Anzahl der Bewohner vervielfachen. Die Stadt hat jährlich zudem mehr als 40.000 Besucher.